# 奥斯
奥斯（荷蘭語：Oss，荷蘭語：[ɔs] ⓘ）是荷兰北布拉班特省的一个市镇和城市。
是皇家馬德里足球會球星路德·范尼斯特魯伊的出生地，當地有職業足球隊TOP奧斯。
1. ↑   [Members board of mayor and aldermen]. Gemeente Oss.   [21 April 2014]. （原始内容存档于2014-04-22） （荷兰语）.
2. ↑   [地区关键统计数字]. 荷蘭中央統計局统计数据. 荷蘭中央統計局. 2013-07-02  [2014-03-12] （荷兰语）.
3. ↑  . Actueel Hoogtebestand Nederland. Het Waterschapshuis.   [21 April 2014]. （原始内容存档于2013-09-21） （荷兰语）.
4. ↑   [Population growth; regions per month]. CBS Statline. CBS. 2022年1月1日  [2022年1月2日] （荷兰语）.